# Cor du Buy

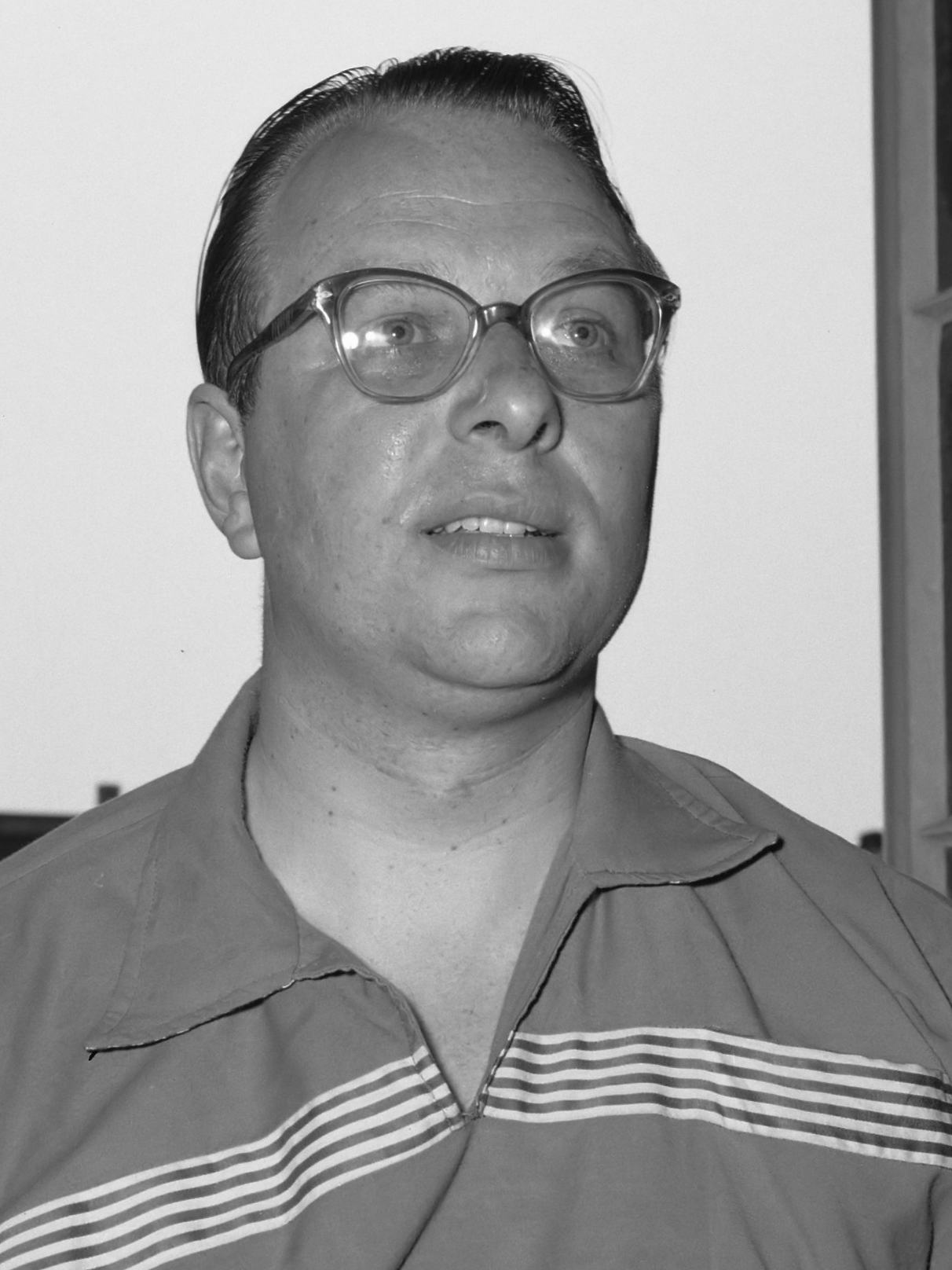
Cor du Buy (1956)

Cor du Buy (* 8. Januar 1921 in Amsterdam; † 11. November 2011 in Amstelveen) war ein niederländischer Tischtennisspieler. In den 1940er und 1950er Jahren gehörte er zu den Spitzenspielern in den Niederlanden. Für seine Verdienste um den Tischtennissport wurde er mit dem ITTF Merit Award ausgezeichnet.

## Werdegang
Cor du Buy lernte Tischtennis zu Hause auf dem Küchentisch in Spielen gegen seinen Vater. Bei den Nationalen Niederländischen Meisterschaften gewann er von 1937 bis 1955 22 Titel, nämlich neun im Einzel, acht im Doppel und fünf im Mixed. Weil während des Zweiten Weltkrieges jüdische Sportler an den Meisterschaften nicht teilnehmen durften, boykottierte er in dieser Zeit mehrmals diese Turniere. Bei den Mannschaftsmeisterschaften siegte er 19-mal mit dem Verein KKK Amsterdam und Sparta Amsterdam.
Von 1938 bis 1955 wurde Cor du Buy achtmal für Weltmeisterschaften nominiert, wo er jedoch niemals in die Nähe von Medaillenrängen gelangte. Insgesamt bestritt er 92 Länderspiele.
1960 wanderte Cor du Buy nach Australien aus, kehrte 1963 in die Niederlande zurück und arbeitete hier zwei Jahre lang als Nationaltrainer.
1939 gründete er die Firma Cor du Buy Sport, welche Tischtennisbälle importierte, den Firmennamen darauf stempelte und diese dann weiterverkaufte. Außerdem handelte er mit weiteren Tischtennisutensilien. Nach dem Krieg beteiligte sich sein Bruder Jaap an der Firma. Diese wurde 1979 verkauft und meldete 1981 Konkurs an. Später betrieb Cor du Buy mit seinen Söhnen die Tennisschule De Bedriegertjes.

## Ehrungen
Am 18. Juni 2011 wurde Cor du Buy Ritter des Niederländischen Tischtennisverbandes NTTB. Bereits im Mai dieses Jahres würdigte der Weltverband ITTF seine Verdienste und verlieh ihm den ITTF Merit Award.

## Privat
Cor du Buy war verheiratet und hatte zwei Söhne.

## Turnierergebnisse
| Verband | Veranstaltung     | Jahr | Ort       | Land | Einzel     | Doppel        | Mixed        | Team |
| ------- | ----------------- | ---- | --------- | ---- | ---------- | ------------- | ------------ | ---- |
| NED     | Weltmeisterschaft | 1955 | Utrecht   | NED  | letzte 64  | letzte 16     | letzte 64    | 9    |
| NED     | Weltmeisterschaft | 1954 | Wembley   | ENG  | letzte 128 | letzte 32     | letzte 128   | 16   |
| NED     | Weltmeisterschaft | 1953 | Bukarest  | ROU  | letzte 32  | Viertelfinale | letzte 64    | 9    |
| NED     | Weltmeisterschaft | 1951 | Wien      | AUT  | letzte 128 | letzte 64     | keine Teiln. | 16   |
| NED     | Weltmeisterschaft | 1949 | Stockholm | SWE  | letzte 128 | letzte 32     | letzte 16    | 9    |
| NED     | Weltmeisterschaft | 1948 | Wembley   | ENG  | letzte 64  | letzte 64     | letzte 64    | 13   |
| NED     | Weltmeisterschaft | 1947 | Paris     | FRA  | letzte 128 | letzte 32     | letzte 32    | 17   |
| NED     | Weltmeisterschaft | 1938 | Wembley   | ENG  | letzte 128 | letzte 32     | letzte 64    | 13   |